# 교회 일치 운동

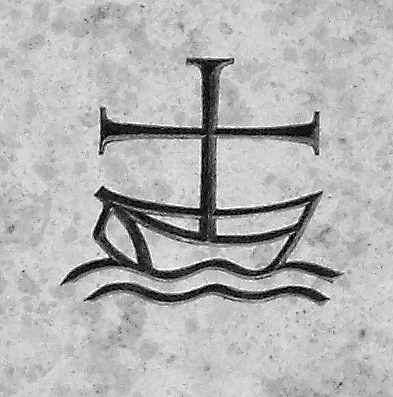

교회 일치 운동(教會一致運動) 또는 에큐메니즘(영어: Ecumenism)은 개신교회의 일치에서 시작하여, 개신교회와 정교회의 협력으로 이어진 기독교 교회 일치 운동이다. 기독교의 다양한 교파를 초월하여 모든 교회의 보편적 일치 결속을 도모하는 신학적 운동이다.
여러 교파로 분열된 보편교회, 즉 기독교 내 모든 정통 교회들이 복음서에 명시된 예수의 뜻대로 하나됨을 지향하는 운동이다. 종교다원주의와는 달리 이슬람교, 유대교 등 타 종교 및, 여호와의 증인, 신천지 등의 이단들은 참여할 수 없으며, 니케아 신경과 사도신경 등에 명시된 보편적인 정통 기독교 신앙을 고백하는 교회들의 연합 운동이다.
어원은 그리스어인 오이쿠메네(Οικουμένη)에서 유래하였다. 이러한 운동의 근거는 신약성서에서 찾을 수 있다. 본래부터 기독교 교회의 목표는 진리이신 하나님의 말씀을 알고 행하는 것이며, 주님의 말씀 안에는 "아버지여 아버지께서 내안에, 내가 아버지 안에 있는 것 같이 그들도 다 하나가 되어 우리 안에 있게 하사 세상으로 아버지께서 나를 보내신 것을 믿게 하옵소서"라는 예수님의 기도도 담겨져 있다. 그러나 기독교는 하나되지 못하고 있는 실정이므로 그리스도의 교회들은 '주님의 기도와 명령대로 하나되도록 성령안에서 힘써야' 했고 1910년 에딘버러에서의 제1회 세계선교회의를 통해 개신교회를 중심으로 하는 세계교회 일치운동을 발족하게 됐다.
기독교 교회 일치운동은 2차대전 이후에 구체화되어, 1948년 네덜란드 암스테르담 총회로써 세계교회협의회(WCC)가 결성되어 개신교회들(루터교회, 개혁교회, 감리교회, 장로교회, 회중교회, 침례교회, 성공회, 오순절교회 등)과 동방 정교회, 오리엔트 정교회, 아시리아 동방교회, 구 가톨릭교회 등이 참여하여 전개되었고, 교회일치운동의 결과들이 구체화되어 나타났다. 제2차 바티칸 공의회의 "갈라진 형제들"에 대한 참회와 일치의 노력에 대한 결의에 따라 1970년대부터 천주교회가 '참관인'(Observer) 자격을 유지한다. 현재는 이외에도 제칠일안식일예수재림교회, 그리스도의 교회 등 일부가 '참관인' 자격을 지녔다.
대한민국 장로교 계열 일부, 감리교, 성결교, 오순절 계열 일부, 루터교, 성공회 등과 정교회가 WCC를 지지하고 협력하는 한국 기독교 교회협의회 회원으로 참여하고 있으며, 개신교의 보수교단인 장로교 계열 예장합동과 예장고신 등, 침례교, 재림교, 오순절 계열 일부 교단들은 신학적 차이로 교회일치운동에 참여하지 않는다.

## 역사

### 교회일치를 위한 대화
교회 일치 운동은 개신교에서 17∼18세기의 복음주의 운동과 19세기의 아시아 등에서 선교 운동 및 기독교 청년 운동의 과정을 거쳐 20세기에 들어서면서 시작되었다.
현대교회에서는 기독교인들이 여러 갈래로 분열되어 정통성 다툼을 벌임으로써 선교활동에 지장을 주는 문제를 교회 일치운동으로 극복하고자 하였다.
물론 여기에서 말하는 일치는 예수를 그리스도라고 믿는 기독교의 공통적인 믿음에서의 일치이다. 예수를 그리스도로 믿지 않는 종교는 기독교가 아니기 때문이다.

### 세계 교회 협의회 결성
제2차 세계 대전 이후, 교회일치 운동을 전개하던 개신교회인 루터교, 감리교. 개혁교, 장로교, 성공회 등 교단들과 국가별 동방 정교회 교단들은 세계 교회 협의회(WCC)를 결성 하면서 두 교파간의 일치 운동이 활발히 이루어지고 있다. 동방 정교회는 세계 교회 협의회의 결성에 기여하기는 했지만, 1961년에 비로소 회원교단으로 가입했으며, 한국 정교회는 한국기독교교회협의회의 협력교단으로 활동하고 있다. 천주교회에서는 교황 요한 23세가 즉위한 후에 참관인(observer) 자격으로 방문하였다.
세계 교회의 일치를 위해서 가장 어려운 일이 개신교회와 정교회가 천주교회와 협력하는 것이었다. 천주교회는 역사적으로 정교회와 이단 시비와 정교회 지역 약탈의 역사적 잘못을 시인하고 고백하지 않았고, 천주교회 우세 지역에서 개신교회 교인 살해와 핍박에 대한 용서를 구한 적이 없는 상태여서 교회일치운동에 참여하기 어려운 상황이었다. 정교회가 천주교회의  약탈을 용서하고, 루터교회가 개혁찬성파와 개혁가들이었던 개신교 교인에게 천주교회가 자행했던 살해와 박해를 용서하였다. 이런 개신교회와 정교회의 용서 선언으로서 천주교회가 세계 교회 일치 운동 참여하도록 초대하는 문을 열어 놓았다. 1970년대부터 천주교회도 참관인 자격으로 교회일치운동에 참여하기 시작했다.

### 동방 정교회가 천주교회를 용서
동방정교회가 천주교회의 정교회 지역 약탈과 방화를 용서하고, 함께 일치 운동에 참여하기를 원하는 성명을 발표하였다. 이에 대한 응답으로 제2차 바티칸 공의회에서 협력의 장을 열었다.
천주교회에서는 교황 비오 9세가 1869년 제1차 바티칸 공의회를 개최하면서 힘을 얻기 시작했으나 제2차 바티칸 공의회(1962∼1965년) 이전까지는 방어적인 자세를 지니고 있어 큰 진전을 보기 힘들었다. 제2차 바티칸 공의회를 통해 천주교회는 종전의 방어적인 자세에서 동방 정교회 및 개신교 교파들을 '형제'라고 관용하는 자세로 변화하였다.
정교회의 용서를 바탕으로 제2차 바티칸 공의회를 거치며 본격화된 교회 일치를 위한 천주교회의 노력은 공의회가 진행 중이던 1964년에 교황 바오로 6세가 동방 정교회 수장인 콘스탄티노폴리스 총대주교 아테나고라스를 방문함으로써 교회 일치 운동에 진보를 이룩했으며 이듬해 12월에는 1054년의 상호 파문을 취소하는 공동선언을 발표하였다. 이를 바탕으로 1979년에는 천주교회와 동방 정교회 사이의 대화위원회를 구성해 신학적 대화에 물꼬가 트이기도 했다.

### 성공회와 천주교회의 대화
〈성공회-천주교회 국제위원회〉는 두 차례의 위원회를 구성, 최종 보고서와 2개의 합의선언을 내놓은 바 있으며, 대한민국에서는 1965년부터 대한성공회와 천주교간의 기도회를 개최하여 왔다.

### 개신교가 천주교회의 종교개혁 박해를 용서
루터교회가 천주교회의 개혁찬성자들과 개혁가들, 개신교도 살해와 교회 방화, 박해를 용서하는 성명을 발표하였고, 교회일치를 촉구하였다. 이후 다른 개신교회의 참여 요청과 박해 용서의 성명이 발표되었다.
개신교측과 천주교회 측은  1967년부터 루터교와 공동으로 대화위원회를 구성해 1972년부터 1994년까지 세 차례에 걸쳐 합동위원회를 열었으며, 1972년 말타 보고서를 비롯한 두 개의 공동보고서를 발표했다.
대희년을 앞두고 1999년, 루터교 세계연맹과 세계 감리교 협의회는 천주교회과 함께 《의화 교리에 관한 공동선언》을 발표해 지난 450여년간 기독교 교회들 사이에 이어져온 교리논쟁에 큰 진전을 이루고 교회 일치를 위한 새로운 장을 연 커다란 성과였다.
개혁교회(Reformed Church) 또는 장로교와는 1970년부터 꾸준히 대화하고 있다. 이미 로마 교황청과 세계 개혁교회 연맹(WARC) 간의 제1기 대화 보고서는 1977년 ‘교회와 세계 안에서의 그리스도의 임재’라는 제목으로 나왔으며, 이어 1984년부터 1989년까지 진행된 제2기 대화에서는 ‘교회에 대한 공동 이해를 향하여’라는 보고서를 내놓았다.
감리교, 오순절 교회, 침례교회도 천주교회와 대화위원회를 구성해 보고서들을 발표해왔다.

### 개신교회와 정교회의 용서 이후 천주교회의 관심
천주교회는 제2차 바티칸회의를 통해 정교회와 개신교회의 용서를 바탕으로 교회일치 운동에 의결권이 없는 참관인으로 방문하기로 결정하였다.

### 아시아에서의 에큐메니컬 운동
아시아 차원에서 1994년에 아시아 기독교 교회 협의회(CCA)에서 만들어진 “아시아 그리스도인 일치운동(AMCU)”을 중심으로 교회 일치 운동이 활발하게 전개되고 있다.
여기에는 아시아 각국의 교회 지도자들과 신학자들, 평신도 대표들이 참가해 서로의 차이점을 딛고 함께 협력해 일하도록 한다는 궁극적 목표를 확인하고, 구체적인 행동방침을 논의하는 등 활동 폭을 넓혀나가고 있다. 일치 운동의 상징성을 드러내는 일 가운데 하나가 바로 성서 공동 번역 사업이다.

### 주요 인물
- 미국 성공회 찰스 브렌트 주교.
- 영국 성공회 윌리엄 템플 캔터베리 대주교.
- 대한 성공회 이천환 주교.
- 미국 감리교 가필드 브롬리 옥스남 감독.
- 천주교 교황 요한 23세.
- 천주교 교황 바오로 6세.

## 한국의 에큐메니컬 운동

### 초기 개신교의 협력 운동
한국의 개신교의 초기 선교 현장에는 서양의 교단별 선교정책에 따라 경쟁적인 선교가 이루어지며 네비우스 원칙에 따라 지역별 구분이 이루어지기도 했다. 그러나 개신교에 대한 초기 배타성과 일제와 대립하는 과정에서 현장의 선교사들 사이에 협력이 이루어질 수밖에 없었다. 각 장로교 선교회들 사이에는 1889년 <장로교선교연합공의회>와 1893년 <장로교선교공의회>가 차례로 결성되었고, 이는 1901년 조선인 장로들과 선교사들의 연합체인 <조선예수교장로회공의회>가 결성되는 것으로 이어진다. 장로교와 감리교 선교사들 사이에서는 1905년 <대한복음주의선교회연합공의회>(The General Council of Protestant Evangelical Mission in Korea)가 결성되었고, 1918년에는 조선인 교인들이 참여하는 장로교회와 감리교회 사이의 <조선예수교장감연합협의회>(Korean Church Federal Council)가 창립되었다.
1924년 9월 24일 새문안교회에서 선교사 중심의 <선교회연합공의회>와 조선인 교인들이 참여하는 <장감연합협의회>가 연합하고 6개의 선교부, 대영성서공회, YMCA가 참여하는 <조선예수교연합공의회>(Korea National Christian Council, KNCC)가 창설되었다. <조선예수교연합공의회>의 초대회장으로 차재명 목사가 당선되었고, 창립 총회에서는 '협동하야 복음을 선전함, 협동하야 사회도덕의 향상을 도모함 그리고 협동하야 기독교 문화를 보급케 함'을 목적으로 채택하였다. 미국에서 분열된 감리교단의 영향으로 한국에서도 나뉘어 있던 북감리교회와 남감리교회는 1930년에 통합되어 하나의 감리교단이 구성되었다.
중일전쟁 이후 일제가 신사참배를 강요하며 조선의 기독교에 대한 통제를 강화하기 시작하였다. 다수의 개신교 교회들이 신사참배에 참여하는 것으로 결정한 이후 <조선예수교연합공의회>는 1931년에 <조선기독교연합공의회>로 개칭하며 친일단체로 변모하였고, 광복 직전임에도 불구하고 1945년 7월 19일에는 효과적으로 조선의 개신교를 통제하려는 일제의 의도에 따라 <일본기독교조선교단>에 스스로 합병되었다. 해방과 더불어 국가와 개신교 교회의 재건이 논의됨에 따라 <일본기독교조선교단>이 해체되었고, 1946년 가을 교파연합운동 기구로 <조선기독교연합회>가 조직되었다. <조선기독교연합회>는 1948년 대한민국 정부가 수립되자, <한국기독교연합회>로 명칭을 바꾸었다. <한국기독교연합회>는 1948년 8월 암스테르담에서 개최된 <세계교회협의회>(WCC) 창립총회에 대표를 파견함으로써, 세계교회들의 초교파운동에 참여하였다.

### 한국 기독교 교회협의회
한국교회에서 교회일치운동에 참여하는 기독교 단체로는 세계교회협의회에 참여하는 교단들의 협의체인 한국기독교교회협의회가 있으며, 회원 교단으로 대한예수교장로회(통합), 기독교대한감리회, 기독교대한하나님의성회, 기독교한국루터회, 대한성공회, 한국기독교장로회, 기독교대한복음교회, 한국 정교회  등 총 9개 교단(교회)이 가입되어있다.
반면 개신교회와 천주교회, 동방 정교회 간의 명확한 분리를 주장하며 에큐메니컬 운동을 반대하는 목소리도 각 교파의 보수파를 중심으로 상당수 존재한다.

### 공동번역성서 출간
대한민국에서는 교회 일치 운동의 일환으로 모든 교단을 위한 하나의 성경 번역 운동을 전개하였다. 주축은 개신교 성서협의회인 대한성서공회가 되어 개신교회와 천주교회 대표 번역가를 선출하여 위원회를 구성해 번역을 시작하였다. 지역명, 인물의 명칭 통일과 한국어 표현 활용 등의 기준을 제정하여 공동번역 성서를 준비하여 1971년에 신약전서를, 1977년 신구약 전서를 출간하였다. 개신교와 천주교, 정교회가 사용하기로 하였으나, 개신교회는 일부만이 예배 성경이나 교육용 성경으로 사용하고 대부분 거부하여 기존 개신교 성경을 유지하였다. 천주교회는 한때 공식 성경으로 활용하였고, 정교회도 사용하였다. 현재 공동번역성서는 현재 대한성공회와 한국 정교회에서 채택하여 쓰이며, 개신교 전체는 개역개정판이나 새번역 성서를, 현재 천주교는 천주교주교회의에서 번역한 성경을 사용한다.

### 교회일치운동 반대
이러한 교회일치운동에 대해 보수적 개혁주의와 세대주의, 신복음주의, 근본주의 영향의 교단들은 반대한다. 보수적 개혁주의인 한국 장로교의 예장합동과 고신 등과 신복음주의와 근본주의 영향의 침례교와 순복음교회의 보수적 교단들은 크게 반대한다. 이들은 교회일치 운동에 이단으로 규정하는 천주교회가 회원은 아니라도 참관인으로도 참여하는 것 자체에 문제의식을 지니고 교회일치운동을 반대한다.
개신교 보수주의인 계통에서, 반대자들의 신학적 주장은 다음과 같다.
1. 성경은 하나님의 영감으로 기록된 말씀이다.
2. 하나님은 성부·성자·성령 삼위가 한 분이시다(삼위일체).
3. 예수님은 동정녀의 몸에서 탄생하셨다.
4. 중생하지 않고는 구원이 없다.
5. 예수 그리스도의 대속 죽음으로써만 구원이 가능하다.
6. 믿음으로써만 의롭게 된다.
7. 최후에는 영생과 영벌뿐이다.
8. 교회는 구원받은 사람으로 구성되는 영체다.

이상과 같은 기존의 전통적 신앙고백이 일치하지 않는다면 교회일치운동은 무의미하다는 것이 반대론자들의 주장이다.

### 한국 장로교 분열의 원인
교회 일치를 주장한 에큐메니컬은 반대로 한국 장로교회를 양분하였다. 즉 에큐메니컬에 찬성하는 예장통합과 반대하는 예장합동으로 장로교회가 분열되었기 때문이다. 대한예수교장로회는 1959년 WCC 가입 문제 때문에 찬반이 갈려 반대 측은 예장합동, 찬성 측은 예장통합으로 분열됐다. 1950년대에 예장의 WCC 가입시기에 이르러, 당시 WCC 총재가 네덜란드 개혁교회목사 호프트였는데도, 정작 회원교단이 아닌 천주교회와의 일치운동이라고 주장하며 반대하는 장로교 보수파인 예장합동과 WCC 가입에 찬성하는 장로교 온건파 예장통합으로 분열됐다.
이후 의견차를 좁히지 못한 채 현재까지 반목상태를 유지하고 있다. 개신교 보수파인 예장합동은 WCC와 교회일치운동을 적극적으로 반대하고 있다. 이들의 반대 이유는 WCC 운동이 천주교회와 불교, 이슬람교 등 다른 종교에도 구원이 있다는 종교다원주의를 따르고 있다는 의구심 때문이다. 개신교 보수파의 의견으로 이는 오직 예수 그리스도만이 구원의 길이라고 믿는 개혁주의 신앙과 대치된다고 주장한다. 또한 보수 교단을 중심으로 회원이 아니라 참관자격인 천주교 교황을 중심으로 한 세계 교회 일치 전략을 우려하는 이유도 있다. 이에 예장합동 총회는 2013 WCC 부산총회를 준비하며 공동선언문에 서명한 목회자들을 징계했다.

## 같이 보기
- 공동번역성서
- 세계 교회 협의회
- 외쿠메네